# Emanuele Saccarelli
Emanuele Saccarelli (* 25. Juni 1971) ist ein italienischer Politikwissenschaftler.
Saccarelli hat in den USA an der Universität von Minnesota studiert. Heute lehrt er an der San Diego State University zu den Themen Marxism, Democracy and Mass Society und Ancient, Early-Modern, and American Political Thought.

## Veröffentlichungen
- Gramsci and Trotsky in the Shadow of Stalinism. The Political Theory and Practice of Opposition, Routledge Press, New York 2008, ISBN 978-0-415873-38-3

- The Machiavellian Rousseau: Gender and Family Relations in the Discourse on the Origin of Inequality, in: Political Theory. Vol. 37 No. 4 (August 2009), S. 482–510

- Alone in the World: the Existential Socrates in the Apology and Crito, in: Political Studies. Vol. 55 No. 3 (Oktober 2007), S. 522–545.

- Empire, Rifondazione Comunista, and the Politics of Spontaneity, in: New Political Science. Vol. 26 No. 4 (Dezember 2004), S. 569–591.